# Населення Кувейту
Населення Кувейту. Чисельність населення країни 2015 року становила 2,788 млн осіб (141-ше місце у світі). Згідно з даними кувейтської влади, у країні мешкає 4,183 млн осіб, 69 % з яких мігранти. Чисельність кувейтців стабільно збільшується, народжуваність 2015 року становила 19,91 ‰ (84-те місце у світі), смертність — 2,18 ‰ (223-тє місце у світі), природний приріст — 1,615 % (73-тє місце у світі) . 

## Природний рух

### Відтворення
Народжуваність у Кувейті, станом на 2015 рік, дорівнює 19,91 ‰ (84-те місце у світі). Коефіцієнт потенційної народжуваності 2015 року становив 2,48 дитини на одну жінку (80-те місце у світі).
Смертність у Кувейті 2015 року становила 2,18 ‰ (223-тє місце у світі).
Природний приріст населення в країні 2015 року становив 1,615 % (73-тє місце у світі).

### Вікова структура

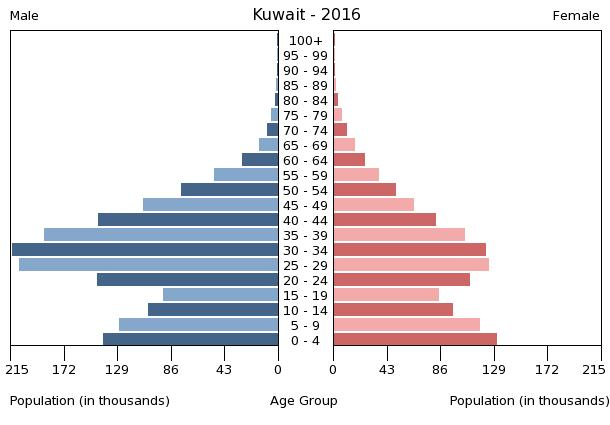
Віково-статева піраміда населення Кувейту, 2016 рік

Середній вік населення Кувейту становить 29,2 року (121-ше місце у світі): для чоловіків — 30,3, для жінок — 27,2 року. Очікувана середня тривалість життя 2015 року становила 77,82 року для чоловіків — 76,51 року, для жінок — 79,19 року.
Вікова структура населення Кувейту, станом на 2015 рік, мала такий вигляд:
- діти віком до 14 років — 25,32 % (367 176 чоловіків, 338 883 жінки);
- молодь віком 15—24 роки — 15,21 % (233 306 чоловіків, 190 903 жінки);
- дорослі віком 25—54 роки — 52,32 % (924 103 чоловіки, 534 769 жінок);
- особи передпохилого віку (55—64 роки) — 4,82 % (76 707 чоловіків, 57 663 жінки);
- особи похилого віку (65 років і старіші) — 2,33 % (30 681 чоловік, 34 343 жінки)[1].

### Шлюбність— розлучуваність
Коефіцієнт шлюбності, тобто кількість шлюбів на 1 тис. осіб за календарний рік, дорівнює 5,2; коефіцієнт розлучуваності — 2,2; індекс розлучуваності, тобто відношення шлюбів до розлучень за календарний рік — 42 (дані за 2010 рік).

## Розселення
Густота населення країни 2015 року становила 218,4 особи/км² (59-те місце у світі).

### Урбанізація
Кувейт надзвичайно урбанізована країна. Рівень урбанізованості становить 98,3 % населення країни (станом на 2015 рік), темпи зростання частки міського населення — 3,63 % (оцінка тренду за 2010—2015 роки).
Головні міста держави: Ель-Кувейт (столиця) — 2,779 млн осіб (дані за 2015 рік).

### Міграції
Річний рівень еміграції 2015 року становив 1,58 ‰ (158-ме місце у світі). Цей показник не враховує різниці між законними і незаконними мігрантами, між біженцями, трудовими мігрантами та іншими.

#### Біженці й вимушені переселенці
У країні мешкає 93,0 тис. осіб без громадянства. Закон 1959 року визначає громадянами держави осіб, що осіло мешкали на її території до 1920 року та їхніх прямих нащадків. Приблизно третина населення країни бедуїни, більшість з яких з 1980-х років втратили свої права, в тому числі можливості для працевлаштування і освіти, отриманні документів цивільного стану, до них були висунуті офіційні претензії влади, що вони є громадянами інших країн, які знищили власні документи, що засвідчують особу, в надії отримати кувейтське громадянство. Усі бедуїни були зазначені «нелегалами»..

## Расово-етнічний склад
| Етнічний склад (2014 рік) | Етнічний склад (2014 рік) | Етнічний склад (2014 рік) | Етнічний склад (2014 рік) | Етнічний склад (2014 рік) |
| ------------------------- | ------------------------- | ------------------------- | ------------------------- | ------------------------- |
| Етнос:                    |                           |                           | Відсоток:                 |                           |
| араби                     | араби                     |                           | 59%                       | 59%                       |
| азіати                    | азіати                    |                           | 38%                       | 38%                       |
| африканці                 | африканці                 |                           | 1.9%                      | 1.9%                      |
| інші                      | інші                      |                           | 1.1%                      | 1.1%                      |

Головні етноси країни: кувейтські араби — 31,3 %, інші араби — 27,9 %, азіати — 37,8 %, африканці — 1,9 %, інші — 1,1 % населення (оціночні дані за 2013 рік).

## Мови
| Мови Кувейту (2015 рік) | Мови Кувейту (2015 рік) | Мови Кувейту (2015 рік) | Мови Кувейту (2015 рік) | Мови Кувейту (2015 рік) |
| ----------------------- | ----------------------- | ----------------------- | ----------------------- | ----------------------- |
| Мова:                   |                         |                         | Відсоток:               |                         |
| арабська                | арабська                |                         | %                       | %                       |
| англійська              | англійська              |                         | %                       | %                       |

Офіційна мова: арабська. Широко застосовується, особливо в діловому спілкуванні англійська мова.

## Релігії
| Релігії в Кувейті (2009 рік) | Релігії в Кувейті (2009 рік) | Релігії в Кувейті (2009 рік) | Релігії в Кувейті (2009 рік) | Релігії в Кувейті (2009 рік) |
| ---------------------------- | ---------------------------- | ---------------------------- | ---------------------------- | ---------------------------- |
| Віросповідання:              |                              |                              | Відсоток:                    |                              |
| мусульмани                   | мусульмани                   |                              | 76.7%                        | 76.7%                        |
| християни                    | християни                    |                              | 17.3%                        | 17.3%                        |
| агностики                    | агностики                    |                              | 5.9%                         | 5.9%                         |

Головні релігії й вірування, які сповідує, і конфесії та церковні організації, до яких відносить себе населення країни: іслам (державна релігія) — 76,7 %, християнство — 17,3 %, не визначились — 5,9 % (станом на 2013 рік). Дана статистика відображає усе наявне населення в країні, 69 % якого складають трудові мігранти.

## Освіта
Рівень письменності 2015 року становив 96,3 % дорослого населення (віком від 15 років): 96,5 % — серед чоловіків, 95,8 % — серед жінок.
Державні витрати на освіту становлять 3,8 % ВВП країни, станом на 2006 рік (116-те місце у світі). Середня тривалість освіти становить 13 років, для хлопців — до 12 років, для дівчат — до 14 років (станом на 2013 рік).

## Охорона здоров'я
Забезпеченість лікарями у країні на рівні 1,79 лікаря на 1000 мешканців (станом на 2009 рік). Забезпеченість лікарняними ліжками в стаціонарах — 2,2 ліжка на 1000 мешканців (станом на 2012 рік). Загальні витрати на охорону здоров'я 2014 року становили 3 % ВВП країни (187-ме місце у світі).
Смертність немовлят до 1 року, станом на 2015 рік, становила 7,31 ‰ (158-ме місце у світі); хлопчиків — 7,09 ‰, дівчаток — 7,54 ‰. Рівень материнської смертності 2015 року становив 4 випадків на 100 тис. народжень (145-те місце у світі).
Кувейт входить до складу ряду міжнародних організацій: Міжнародного руху (ICRM) і Міжнародної федерації товариств Червоного Хреста і Червоного Півмісяця (IFRCS), Дитячого фонду ООН (UNISEF), Всесвітньої організації охорони здоров'я (WHO).

### Захворювання
Кількість хворих на СНІД невідома, Дані про кількість смертей від цієї хвороби за 2014 рік відсутні.
Частка дорослого населення з високим індексом маси тіла 2014 року становила 38,3 % (10-те місце у світі); частка дітей віком до 5 років зі зниженою масою тіла становила 3 % (оцінка на 2014 рік). Ця статистика показує як власне стан харчування, так і наявну/гіпотетичну поширеність різних захворювань.

### Санітарія
Доступ до облаштованих джерел питної води 2015 року мало 99 % населення в містах і 99 % в сільській місцевості; загалом 99 % населення країни. Відсоток забезпеченості населення доступом до облаштованого водовідведення (каналізація, септик): в містах — 100 %, в сільській місцевості — 100 %, загалом по країні — 100 % (станом на 2015 рік). Споживання прісної води, станом на 2005 рік, дорівнює 0,91 км³ на рік, або 441,2 тонни на одного мешканця на рік: з яких 47 % припадає на побутові, 2 % — на промислові, 51 % — на сільськогосподарські потреби.

## Соціально-економічне становище
Співвідношення осіб, що в економічному плані залежать від інших, до осіб працездатного віку (15—64 роки) загалом становить 32,1 % (станом на 2015 рік): частка дітей — 29,5 %; частка осіб похилого віку — 2,6 %, або 38,4 потенційно працездатного на 1 пенсіонера. Загалом ці показники характеризують рівень затребуваності державної допомоги в секторах освіти, охорони здоров'я і пенсійного забезпечення, відповідно. Дані про відсоток населення країни, що перебуває за межею бідності, відсутні. Дані про розподіл доходів домогосподарств у країні відсутні.
Станом на 2012 рік, у країні 56,65 тис. осіб не має доступу до електромереж; 98 % населення має доступ, в містах цей показник дорівнює 98 %, у сільській місцевості — 93 %. Рівень проникнення інтернет-технологій надзвичайно високий. Станом на липень 2015 року в країні налічувалось 2,289 млн унікальних інтернет-користувачів (93-тє місце у світі), що становило 82,1 % загальної кількості населення країни.

### Трудові ресурси
Загальні трудові ресурси 2015 року становили 2,473 млн осіб, з яких 60 % є трудовими мігрантами (116-те місце у світі). Дані по структурі зайнятості економічно активного населення у господарстві країни відсутні. Безробіття 2015 року дорівнювало 3 % працездатного населення, 2014 року — 3 % (25-те місце у світі); серед молоді у віці 15-24 років ця частка становила 14,6 % (94-те місце у світі).

## Кримінал

### Торгівля людьми
Згідно зі щорічною доповіддю про торгівлю людьми (англ. Trafficking in Persons Report) Управління з моніторингу та боротьби з торгівлею людьми Державного департаменту США, уряд Кувейту не докладає зусиль у боротьбі з явищем примусової праці, сексуальної експлуатації, незаконною торгівлею внутрішніми органами, законодавство не відповідає мінімальним вимогам американського закону 2000 року щодо захисту жертв (англ. Trafficking Victims Protection Act’s), країна перебуває у списку третього рівня.

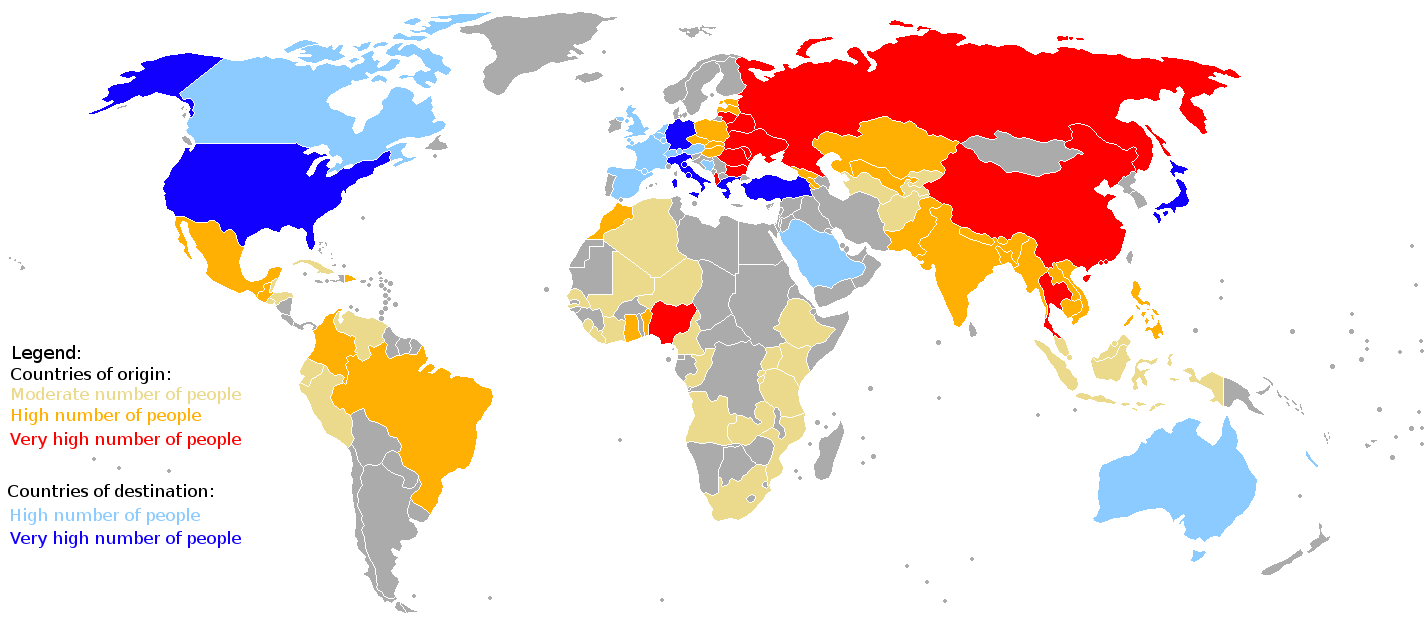
Країни-донори (червоний) і країни-реципієнти кримінальних потоків  (англ.)
Глобальна боротьба з торгівлею людьми (англ.)

## Гендерний стан
Статеве співвідношення (оцінка 2015 року):
- при народженні — 1,05 особи чоловічої статі на 1 особу жіночої;
- у віці до 14 років — 1,08 особи чоловічої статі на 1 особу жіночої;
- у віці 15—24 років — 1,22 особи чоловічої статі на 1 особу жіночої;
- у віці 25—54 років — 1,73 особи чоловічої статі на 1 особу жіночої;
- у віці 55—64 років — 1,33 особи чоловічої статі на 1 особу жіночої;
- у віці за 64 роки — 0,89 особи чоловічої статі на 1 особу жіночої;
- загалом — 1,41 особи чоловічої статі на 1 особу жіночої[1].

## Демографічні дослідження
Демографічні дослідження у країні ведуться рядом державних і наукових установ:

### Українською
- Атлас. 10—11 клас. Економічна і соціальна географія світу / упорядники :  О. Я. Скуратович, Н. І. Чанцева. — К. : ДНВП «Картографія», 2010. — ISBN 978-966-475-639-3.
- Атлас світу / голов. ред. І. С. Руденко ; зав. ред. В. В. Радченко ; відп. ред. О. В. Вакуленко. — К. : ДНВП «Картографія», 2005. — 336 с. — ISBN 9666315467.
- Безуглий В. В. Економічна і соціальна географія зарубіжних країн : Навчальний посібник. — К. : ВЦ «Академія», 2007. — 704 с. — ISBN 978-966-580-239-6.
- Безуглий В. В., Козинець С. В. Регіональна економічна і соціальна географія світу : Навчальний посібник. — видання 2-ге, доп., перероб. — К. : ВЦ «Академія», 2007. — 688 с. — ISBN 966-580-144-9.
- Головченко В. І., Кравчук О. Країнознавство: Азія, Африка, Латинська Америка, Австралія і Океанія. — К., 2006. — 335 с. — ISBN 966-8939-04-2.
- Гудзеляк І. І. Географія населення: Навчальний посібник / І. Гудзеляк. — Л. : Видавничий центр ЛНУ імені Івана Франка, 2008. — 232 с. — ISBN 978-966-613-599-8.
- Дахно І. І. Країни світу: Енциклопедичний довідник / І. І. Дахно, С. М. Тимофієв. — К. : Мапа, 2011. — 606 с. — (Бібліотека нового українця) — ISBN 978-966-8804-23-6.
- Дахно І. І. Економічна географія зарубіжних країн : навчальний посібник. — К. : Центр учбової літератури, 2014. — 319 с. — ISBN 978-611-01-0682-5.
- Джаман В. О. Регіональні системи розселення: демографічні аспекти. — Чернівці : Рута, 2003. — 392 с. — ISBN 9665685988.
- Дорошенко Л. С. Демографія: Навчальний посібник. — К. : МАУП, 2005. — 112 с. — ISBN 966-608-442-2.
- Дубович І. А. Країнознавчий словник-довідник. — 5-те вид., перероб. і доп. — К. : Знання, 2008. — 839 с. — ISBN 978-966-346-330-8.
- Економічна і соціальна географія країн світу. Навчальний посібник / За ред. Кузика С. П. — Л. : Світ, 2002. — 672 с. — ISBN 966-603-178-7.
- Загальна медична географія світу / В. О. Шевченко [та ін.] — К. : [б.в.], 1998. — 178 с.
- Ігнатьєв П. М. Країнознавство: Країни Азії. — Ч. : Книги-XXI, 2004. — 383 с. — ISBN 966-8029-53-4.
- Книш М. М., Мамчур О. І. Регіональна економічна і соціальна географія світу (Латинська Америка та Карибські країни, Африка, Азія, Океанія) : навч. посіб. — Л. : ЛНУ ім. Івана Франка, 2013. — 368 с. — ISBN 978-617-10-0007-0.
- Крисаченко В. С. Динаміка населення: Популяційні, етнічні та глобальні виміри. — К. : Видавництво Національного інституту стратегічних досліджень, 2005. — 368 с. — ISBN 966-554-083-1.
- Любіцева О. О., Мезенцев К. В., Павлов С. В. Географія релігій. — К. : АртЕК, 1999. — 504 с. — ISBN 966-505-006-0.
- Масляк П. О. Країнознавство. — К. : Знання, 2007. — 292 с. — (Вища освіта XXI століття)
- Масляк П. О., Дахно І. І. Економічна і соціальна географія світу / П. О. Масляк, І. І. Дахно ; за ред. П. О. Масляка. — К. : Вежа, 2003. — 280 с. — ISBN 966-7091-53-8.

### Російською
- (рос.) Кувейт // Демографический энциклопедический словарь / главн. ред. Валентей Д. И. — М. : Советская энциклопедия, 1985. — 608 с.
- (рос.) Кувейт // Страны и народы. Зарубежная Азия. Общий обзор. Юго-Западная Азия / Редкол. : Н. И. Прошин (отв. ред.), И. А. Дементьев и др. — М. : «Мысль», 1979. — 381 с. — (Страны и народы) — 180 тис. прим.
- (рос.) Атлас народов мира / Отв. ред. С. И. Брук и В. С. Апенченко. — М. : ГУГК ГГК СССР и Институт этнографии им. Н. Н. Миклухо-Маклая АН СССР, 1964. — 185 с. — 20 тис. прим.
- (рос.) Численность и расселение народов мира. Этнографические очерки / под ред. С. И. Брука. — М. : Издательство АН СССР, 1962. — 487 с.
- (рос.) Лаппо Г. М. География городов: Учебное пособие для географических факультетов вузов. — М. : Туманит, изд. центр ВЛАДОС, 1997. — 476 с. — ISBN 5-691-00047-0.
- (рос.) Ягельский А. География населения. — М. : Прогресс, 1980. — 383 с.